# Racomitrium ryszardii
Racomitrium ryszardii är en bladmossart som beskrevs av Bednarek-ochyra 2000. Racomitrium ryszardii ingår i släktet raggmossor, och familjen Grimmiaceae. Inga underarter finns listade i Catalogue of Life.